# Michał Marian Grzybowski
Michał Marian Grzybowski (ur. 8 września 1937 w Starej Wsi w powiecie przasnyskim, zm. 29 czerwca 2023 w Warszawie) – polski ksiądz, kanonik, historyk Kościoła, profesor doktor habilitowany.

## Życiorys
Absolwent Liceum Ogólnokształcącego im. Stanisława Wyspiańskiego w Mławie. W 1960 ukończył studia w Seminarium Duchownym w Płocku i przyjął święcenia kapłańskie. Obok pracy duszpasterskiej studiował dzieje Kościoła na Akademii Teologii Katolickiej w Warszawie. W 1974 został dyrektorem Biblioteki Diecezjalnej w Płocku i wicedyrektorem Archiwum Diecezjalnego. W 1989 w Instytucie Historii PAN uzyskał stopień doktora habilitowanego, w 1999 r. Prezydent RP Aleksander Kwaśniewski nadał mu tytuł naukowy profesora nauk humanistycznych. W 2001 r. mianowany profesorem zwyczajnym Akademii Bydgoskiej. Prowadził zajęcia naukowo-dydaktyczne w kilku uczelniach wyższych Mazowsza i Pomorza. Był profesorem w Wyższym Seminarium Duchownym w Płocku, wykładowcą w Uniwersytecie Kazimierza Wielkiego w Bydgoszczy i Punkcie Konsultacyjnym Uniwersytetu Kardynała Stefana Wyszyńskiego w Płocku. Wiceprezes Towarzystwa Naukowego Płockiego.
Autor licznych prac i artykułów głównie z historii Kościoła na Mazowszu. Wydaje ponadto materiały źródłowe dotyczące biskupów płockich Michała Jerzego Poniatowskiego oraz Adama Prażmowskiego. Uhonorowany m.in.: Złotym Krzyżem Zasługi, Medalem Komisji Edukacji Narodowej, Złotym Medalem Opiekuna Miejsc Pamięci Narodowej, Złotą Odznaką „Za opiekę nad zabytkami”, Medalem „Za zasługi dla miasta Płocka”, Medalem „Za zasługi dla miasta Ciechanowa” oraz medalem wybitym z okazji 750 rocznicy lokacji miasta Płocka. W 2004 r. uhonorowany został statuetką Przasnyskiego Koryfeusza. W 2010 wyróżniony medalem „Pro Masovia”.
Jest stryjem biskupa Jacka Grzybowskiego, biskupa pomocniczego diecezji warszawsko-praskiej.

## Ważniejsze publikacje
- Z Jezusem Chrystusem. Modlitewnik (oprac., 1975, 1979, 1982, współautor Wacław Gapiński)
- Martyrologium duchowieństwa Diecezji Płockiej w latach drugiej wojny światowej 1939–1945 (1982, 2002)
- Kościelna działalność Michała Jerzego Poniatowskiego biskupa Płockiego 1773–1785 (1983)
- Szkolnictwo elementarne na Mazowszu północnym na przełomie XVIII i XIX wieku w świetle wizytacji kościelnych (1987)
- Ciechanów. Szkic z dziejów parafii (1988)
- Marszałek J[ózef] Piłsudski – pierwszy honorowy obywatel miasta Płocka (w 70 rocznicę odzyskania niepodległości) (1989)
- Goleszyn. Szkice z dziejów parafii (1992)
- Osiek Rypiński. Dzieje parafii i gminy (1994)
- Ksiądz prałat Stanisław Kutniewski 1926–1996 (1998)
- „Antoniówka”. Letnisko Płockiego Seminarium Duchownego 1926–1962 (2000)
- Duczymin. Zarys dziejów parafii (2000)
- Ksiądz Stefan Zielonka 1908–1945 (2000)
- Sochocin na przestrzeni wieków (2000, współautor Aleksander Kociszewski)
- Staroźreby. Z dziejów parafii i gminy (2000, współautor Witold Banasiak)
- Janowo. Szkic z dziejów parafii (2002)
- Ksiądz kanonik Jan Gołaszewski 1916–1999  (2002)
- Ksiądz kanonik Romuald Jaworski 1933–2001  (2002)
- Krzynowłoga Wielka. Szkic z dziejów parafii (2003)
- Diecezja płocka na łamach „Przeglądu Katolickiego” 1863–1914 (2004)
- Ksiądz prałat Stanisław Tenderenda 1898–1984 (2004)
- Ksiądz Prałat Czesław Chojecki. Proboszcz i dziekan w Rypinie (2005)
- Parafia pod wezwaniem św. Stanisława biskupa i męczennika w Czernicach Borowych 1398–2006 (2006)